# Głuszec (powiat konecki)
Głuszec – osada leśna, w Polsce, w województwie świętokrzyskim, w powiecie koneckim, w gminie Ruda Maleniecka.
Na północ od osady leśnej znajduje się „Rezerwat Piekiełko Szkuckie”.